# La Trinidad (Santo Domingo el Antiguo)
La Trinidad, o La Santísima Trinidad es un lienzo realizado por Doménikos Theotocópuli —el Greco— que estaba situado en el retablo principal del Monasterio de Santo Domingo, en Toledo. 

## Tema de la obra
Para esta representación de la Santísima Trinidad, el Greco adaptó una iconografía de origen bajo-medieval, conocida como Thronum Gratiae, que resalta la doble naturaleza de Cristo, y la aceptación de su sacrificio por parte de Dios Padre quien —representado entronizado y como un anciano barbado— recibe en sus manos a Cristo crucificado. El Espíritu Santo se representa detrás o por encima de ellos. Una alusión a este tema se halla en la epístola a los hebreos 4:16.

## Análisis de la obra

### Datos técnicos y registrales
- Madrid, Museo del Prado (n º. de catálogo P000824)[4]
- Pintura al óleo sobre lienzo;
- Dimensiones: 300 x 178 cm. según Wethey (300 x 179 cm, según el Museo del Prado);
- Datación: documentado en 1577-1579;[5]
- Catalogado por Wethey con el n º.2 y por Tizana Frati con la referencia 23-A.[6]

### Descripción de la obra
Adaptando el Thronum Gratiae, parece que el Greco se basó en una xilografía de Alberto Durero, del año 1511, con la que coinciden las líneas básicas compositivas, simplificándola y concentrándola, suprimiendo los símbolos de la Pasión, y sin su profundidad espacial. Dios Padre sostiene el cuerpo de Jesucristo muerto, sin la Cruz. Sobre ellos, el Espíritu Santo está representado en forma de paloma, y —alrededor de la Trinidad— aparecen ángeles en diversas posturas, con dramáticas expresiones en sus rostros.
Esta obra —realizada poco después de la llegada del Greco a España— evidencia influencias de su reciente etapa italiana. La escuela veneciana se hace patente en el cromatismo —que remite a Tintoretto— mientras que el modelado, la calidad escultórica y la monumentalidad de las figuras denotan la influencia de Miguel Ángel. Predominan los tonos fríos: malvas, verdes, rosas y azules profundos, con aislados toques cálidos que aportan mayor vitalidad a la composición. El grupo central presenta forma de corazón, dominado por el monumental cuerpo de Cristo, representado según las proporciones tradicionales y alejado de la estilización propia de obras posteriores del Greco. El espíritu manierista está reflejado en la serpenteante línea formada por la posición del cuerpo de Cristo y que continúa hacia Dios Padre, así como en las elocuentes expresiones de los ángeles.

## Situación en el retablo
- Era la única pintura situada en el ático del retablo.

## Procedencia
- Santo Domingo el Antiguo, Toledo;
- Valeriano Salvatierra, Madrid (1827);
- Vendido por Valeriano Salvatierra a Fernando VII (adquirido el año 1832);
- Trasladado al Museo del Prado.[10]